# Diplodasys ankeli
Diplodasys ankeli är en djurart som tillhör fylumet bukhårsdjur, och som beskrevs av Wilke 1954. Diplodasys ankeli ingår i släktet Diplodasys och familjen Thaumastodermatidae. Arten är reproducerande i Sverige. Inga underarter finns listade i Catalogue of Life.